# C. W. Stoneking
Christopher William Stoneking, detto C. W. (Katherine, 15 marzo 1974), è un cantautore, chitarrista e suonatore di banjo australiano.

## Biografia
Ha suonato con Jools Holland nella sua trasmissione Too late with Jools Holland. Stoneking ha cantato nel terzo album in studio del cantautore americano Jack White, Boarding House Reach. Parlando di Stoneking Jack White ha dichiarato in un'intervista: "Mi piace così tanto la sua voce che cambierei la mia con la sua se mai fosse possibile. Sembra che venga da una nave fantasma. È semplicemente bellissima".
Nel dicembre 2018 Stoneking ha  realizzato un duetto vocale interpretando Silent Night insieme a Josh Homme, cantante dei Queens of the Stone Age.
Tra il 2011 e il 2019 ha suonato anche in Italia in piccoli club.

## Stile
Il suo stile si rifà al blues delle origini, alla musica Calypso, allo swing tradizionale di New Orleans. A dispetto delle sue origini caucasiche il timbro vocale di Stoneking, scuro e graffiato, può essere scambiato per quello di un cantante blues afroamericano degli anni quaranta. Suona la chitarra e il banjo.

## Discografia

### Album
C.W. Stoneking (1998)
C.W. Stoneking & The Blue Tits (live) (1999)
King Hokum - King Hokum Records (KHR 01) (marzo 2005)
Mississippi & Piedmont Blues 1927–1941 - King Hokum Records (2006)
Jungle Blues - King Hokum Records (KHR02) (20 ottobre 2008)
Gon 'Boogaloo - King Hokum Records / Caroline Australia (17 ottobre 2014)

### Singoli
Rich Man's Blues / Maggie Mae - Evangelist Records (EV002) (aprile 2012) Solo vinile, 45 e 78 giri / min

### Collaborazioni
Hiram e Huddie - Vol. 1 & 2 - Hillgrass Bluebilly Records (3 marzo 2009) ("A New Orleans")